# Cubry-lès-Faverney
 Cubry-lès-Faverney  es una población y comuna francesa, situada en la región de Franco Condado, departamento de Alto Saona, en el distrito de Lure y cantón de Vauvillers.

## Demografía
| 107 | 115 | 121 | 128 | 131 | 114 |
| Para los censos de 1962 a 1999 la población legal corresponde a la población sin duplicidades (Fuente: INSEE [Consultar]) |     |     |     |     |     |